# Bellon van Carcassonne
Bellon van Carcassonne is de stamvader van de graven van Carcassonne.
Hij vocht zij aan zij met Karel de Grote tegen de Saracenen. Als dank werd hij beleend met de stad en het graafschap. Zijn moeder was waarschijnlijk Adelème van Poitiers. Hij werd opgevolgd door zijn zoon Gisclafred.